# Großstadträuber
Großstadträuber ist ein Kurzfilm von Arne Ahrens, der zum Filmfestival Max Ophüls Preis 2006 in Saarbrücken Premiere feierte.
Der Film ist zudem in einer Langfilmversion geplant. Zunächst sei aus Kostengründen und um sich „Sicherheit“ zu verschaffen jedoch ein Kurzfilm gedreht worden, der den ersten Akt des Langfilmes beinhaltet.

## Handlung
Die beiden Protagonisten Hanne und Tomek leben als Nachbarn in einer Hochhaussiedlung in einer Großstadt.
Der Film beginnt damit, dass Hanne träumt, Tomek zu küssen. Als sie ihn nach dem Aufwachen am Fahrstuhl sieht, traut sie es sich jedoch nicht. Im weiteren Tagesablauf beginnt sie damit, verschiedene Geldbeutel zu durchsuchen und das Geld daraus in ihre Kasse zu tun. Darunter ist auch das Portemonnaie von Tomek, das sie ihm zurückgeben möchte.
Am Abend sieht man Tomek, der anscheinend einen schlechten Tag hinter sich hat, zu einer Bar fahren und sich dort betrinken. Hanne, die sich mit einer Perücke verkleidet hat, ist im gleichen Club und stiehlt dort Portemonnaies und andere Wertgegenstände.
Als sich Hanne durchringt, Tomek anzusprechen, kommt es zunächst zum Gespräch, bei dem sie Tomek die Autoschlüssel entwendet. Dann aber fliegt auf, dass Hanne eine Diebin ist. Da Hanne derweil die Bar verlassen hat, fällt der Verdacht auf Tomek, der jedoch weglaufen kann und in sein Auto steigt, um auf der Rückbank zu schlafen.
Hanne steigt, nachdem Tomek eingeschlafen ist, ebenfalls in Tomeks Auto ein und fährt nach Hause.

## Auszeichnungen
Arne Ahrens erhielt für „Großstadträuber“ im Jahr 2006 den Hessischen Filmpreis in der Kategorie „Kurzfilm“, den „Kurzfilm-Biber“, den ersten Preis der rheinland-pfälzischen „shortcuts“ sowie den „Ulrich-Schiegg-Filmpreis“ in der Kategorie „Action & Thrill“. Ebenfalls war er für den „Max-Ophüls-Preis“ und den „Goldenen Reiter Kurzspielfilm“ des „Filmfestes Dresden“ nominiert.
Produzent Dirk Wellbrock wurde zudem für den Produzentenpreis 2006 der „sehsüchte“ nominiert.